# Roger de Valerio
Roger de Valerio, pseudonyme de Roger Laviron, né à Lille le 16 mai 1886 et mort à Paris le 16 avril 1951, est un illustrateur, affichiste et peintre français.
Il est plus particulièrement connu pour ses affiches publicitaires.

## Biographie
Roger de Valerio fait des études d'architecture à l'École des beaux-arts de Paris. De 1911 à 1914 il travaille comme directeur artistique au journal Le Matin. De 1917 à 1924, il rejoint l'éditeur de musique Salabert pour lequel il réalise plus de 2 000 couvertures. En 1926, il est conseiller artistique chez Devambez pour qui il réalise quelques affiches, puis en 1932 il prend la direction du journal Le Rire. De 1936 à 1940, il est directeur associé des éditions Perceval. En 1933, il enseigne à l'école technique de publicité.
En 1940, il décide de se retirer à Belle-Île-en-Mer pour se consacrer à la peinture — surtout des nus et des natures mortes de fleurs —, puis à l'illustration de livres. Il réalise 19 gravures pour Le Surmâle d'Alfred Jarry. En 1951, il illustre Le Lion et la Poule de Sacha Guitry dans l'édition de Raoul Solar (gravure sur bois réalisée par Henri Jadoux).
Pour la revue L'Art vivant d'octobre 1926, il déclare « La première qualité d'une affiche est d'être vue et lue […]. Tous les moyens sont bons, la fin justifie les moyens ».

## Œuvres

### Couvertures de partition
Parmi les très nombreuses couvertures de partition illustrées par Roger de Valerio, on peut noter celle qu'il exécute pour Mistery, un fox-trot de Joseph A. Cirina, dont le dessin représente le buste d'une jeune femme au visage masqué d'un loup et faisant rouler les perles de son collier entre ses doigts, qui émerge de derrière un rideau de théâtre.
Il illustre la couverture de la partition d'un tango milonga composé par le compositeur chilien I. Casamoz (Joaquín Zamacois), musique de la chanson Nena créée par Raquel Meller, avec le buste de cette célèbre chanteuse espagnole tenant romantiquement une fleur dans sa main.
En 1926, pour la couverture de la partition du morceau Who ? du compositeur américain Jerome Kern, extrait de l'opérette Sunny, Roger de Valerio exécute un dessin au style plus moderne. L'image utilise un fond fuchsia dans lequel se détache un énorme point d'interrogation sur le pied duquel est adossée une jeune femme vêtue d'une robe courte.
Pour les éditions musicales Salabert, il réalise, en 1930, une gouache pour la couverture d'une partition de jazz intitulée Such a small cottage. Elle représente au premier plan les deux branches maîtresses en « Y » d'un arbre protecteur qui surplombe une petite maison tranquille située en contrebas au milieu de la verdure. Les couleurs dominantes sont le vert et le rouge sombre.

### Affiches
Roger de Valerio a travaillé comme affichiste pour les publicités de plusieurs grandes sociétés, notamment Citroën, Chrysler ou Air France, dans le style Art déco.
- Ministère de la guerre : en 1916, il réalise une affiche pour le ministère de la Guerre ; on y voit un poilu de la Première Guerre mondiale saluer un autre militaire dont le buste sort de la tourelle d'un char d'assaut, accompagné de la formule « Engagez-vous dans les troupes de la Métropole » (éditeur : Devambez).

Chrysler

- Chrysler : en 1930, il exécute une affiche pour Chrysler dans laquelle des voitures sont masquées par l'alignement régulier d'une rangée d'arbres vue en contre-plongée[5] (éditeur : Devambez).

Paris

- Chemins de fer : la même année, il dessine une affiche sur Paris pour les grands réseaux de chemins de fer français. Elle met en valeur la Seine et ses ponts le long de l'île de la Cité, baignant dans une douce luminosité rougeoyante où se découpe Notre-Dame (éditeur : Perceval).
- Citroën : une de ses affiches les plus renommées représente un roadster Citroën à la carrosserie bleu vif surmontant la marque du constructeur écrites en capitales jaunes, elle date de 1932.
- Cherry Maurice Chevalier : en 1935, il dessine une affiche[N 3] célèbre pour le cherry que Maurice Chevalier lance sous son nom.

Dans tous les ciels Air France

- Air France : pour Air France, il réalise en 1935 une affiche emblématique représentant une jeune femme en figure de proue d'un bimoteur en plein vol, qui brandit dans le ciel l'hippocampe ailé du logo de la compagnie devant le soleil. Il s'agit d'une des toutes premières publicités de la toute jeune compagnie[6]. Le slogan qui accompagne l'image est : « Dans tous les ciels Air France ». Dans son ouvrage Poetics of the Poster: The Rhetoric of Image-Text, l'historien de l'art David Scott (en) voit dans la jeune femme une figure allégorique de la déesse du voyage, tandis que s'affirme le lien entre le logo circulaire et le globe[7]. En 1937, il dessine une affiche qui illustre la durée d'une heure et trente minutes du trajet aérien entre Paris et Londres : un bimoteur vu de haut survole l'ombre de la tour Eiffel qui s'étend au-dessus de la Manche en reliant les contours simplifiés des côtes de France et d'Angleterre. En 1938, il dessine une autre affiche pour Air France illustrant la durée de 75 minutes du trajet entre Paris et Londres[8]. La couverture d'une pochette-courrier (kit de correspondance) porte sa signature en 1939[9].
- Champagne Henriot : pour Devambez, il dessine une affiche (155,6 × 115,6 cm) pour le champagne Henriot, représentant quatre hommes en smoking assis dans des fauteuils colorés aux quatre coins d'une table basse carrée surmontée d'une gigantesque bouteille de champagne Henriot. La marque « Champagne Henriot » s'étire selon un arc de cercle au bas de l'affiche, suivant la courbe d'un tapis rond qui sert de support à la scène.
- Tito-Landi[N 4] : en 1938, Valerio réalise une affiche pour Tito-Landi, éditée par Devambez. Il y représente un ouvrier lisant son journal pendant qu'il réchauffe sa gamelle. Il utilise les contrastes marqués entre le blanc et le noir et entre le bleu et l'orange pour mettre en valeur les trois fonctions des lampes à essence du fabricant : l'éclairage, le chauffage et la cuisson.
- Lustucru : il réalise deux affiches pour les pâtes Lustucru. En 1925, il dessine (28 × 39 cm) un poulailler en forme de nichoir où l'on devine la forme d'une poule et d'où part une farandole d'œufs qui vont remplir un paquet de nouilles Lustucru ; le slogan  publicitaire indique « Nouilles "Lustucru" aux œufs frais régalent et nourrissent ». Dans son affiche de 1933, c'est le fameux père Lustucru qui fait glisser les œufs depuis le même poulailler-nichoir vers le paquet de pâtes ; le slogan fait désormais référence aux pâtes « Pèr'Lustucru », cette marque désigne, à cette époque, les pâtes aux œufs frais tandis que les pâtes « Mèr'Michel » sont sans œufs.
- Salon de l'aviation : Valerio réalise deux affiches pour les 10e et 11e Salons de l'aviation qui ont lieu respectivement en 1926 et 1928.